# Jakob Kellenberger
Pour les articles homonymes, voir Kellenberger.
Jakob Kellenberger, né le 19 octobre 1944 à Heiden dans le canton d'Appenzell Rhodes-Extérieures, est un diplomate suisse. De 2000 à 2012, il préside le Comité international de la Croix-Rouge. Depuis, il est à la tête de Swisspeace, fondation suisse pour la paix.

## Biographie

### Jeunesse et études
Jakob Kellenberger est né en 1944 dans le canton d'Appenzell (Suisse).
Après obtention de la maturité, Jakob Kellenberger étudie littérature et linguistique française et espagnole à l'Université de Zurich et effectue des séjours d'étude à Tours et à Grenade. Il rédige sa maîtrise de licence, en littérature française, sur Jean-Jacques Rousseau et sa thèse de doctorat, en littérature espagnole, sur Calderón de la Barca. Il termine ses études avec le titre de docteur ès lettres de l'Université de Zurich.
M. Kellenberger se marie à l'époque de ses études à Elisabeth Kellenberger-Jossi. Ils ont deux filles : Eleonore et Christina.

### Diplomatie
Jakob Kellenberger entame une carrière diplomatique suisse en 1974. Après avoir été en poste successivement à Madrid, Bruxelles et Londres, il dirige, avec le titre de ministre à partir de 1984, puis d'ambassadeur à partir de 1988, le service commun chargé de l'intégration européenne des Départements des Affaires extérieures et de l'Économie. De 1989 à 1991 il était négociateur en chef dans les négociations de transit avec la Communauté européenne. En 1992, il est nommé secrétaire d'État aux Affaires étrangères. De 1992 à 1999, il est secrétaire d'État aux affaires étrangères et chef de la Direction politique du Département fédéral suisse des Affaires étrangères (ministère des Affaires étrangères). De 1994 à 1998, il occupe également les fonctions de coordonnateur et de négociateur en chef des négociations bilatérales sectorielles avec l'Union européenne.

### Présidence duComité international de la Croix-Rouge
Jakob Kellenberger est nommé président du CICR le 1er janvier 2000, succédant à Cornelio Sommaruga à la tête d'une institution qui compte, en 2012, environ 13 000 collaborateurs et dispose d'un réseau de plus de 200 délégations et bureaux. Les terrains d'engagement et les activités du CICR ont fortement augmenté pendant sa présidence.
Les opérations de grande ampleur menées par le CICR en Afghanistan, Irak, au Soudan et au  Proche-Orient ont fortement influencé l'activité de M. Kellenberger, en ce qui concerne ses visites sur le terrain et dans le domaine de la diplomatie humanitaire. Jakob Kellenberger a contribué de manière décisive au renforcement de la coopération avec l'Union européenne et ses États membres dans divers domaines. La gestion des relations avec les États-Unis après le 11 septembre 2001 au niveau du droit et diplomatie humanitaire a été un de ses grands défis - tout comme l'admission de plein droit du Magen David Adom (Société de secours israélienne) au sein du Mouvement international de la Croix-Rouge et du Croissant-Rouge. Dans les situations de conflit difficiles, il estime important de se faire une impression à chaud de la réalité du terrain, ainsi qu'en témoignent ses voyages au Sud-Liban durant la guerre en été 2006, à Gaza en janvier 2009 ainsi que ses voyages répétés en Afghanistan et au Darfour, ou encore à Damas en 2011.
M. Kellenberger attache une importance particulière à une stratégie et à un positionnement clairs de l'organisation dans un environnement qui change rapidement. Il y a largement contribué.
Le 1er juillet 2012, il a remis la présidence du CICR à Peter Maurer, également diplomate de carrière et précédemment secrétaire d'État au Département fédéral des Affaires étrangères à Berne.
M. Kellenberger enseigne à l'École polytechnique fédérale à Zurich et à l'Université de Salamanque[réf. nécessaire]. En 2013, il a été nommé président de Swisspeace.

## Titres honorifiques
- Docteur honoris causa de la Faculté de droit de l'Université de Bâle (2003)
- Médaille "Genève reconnaissante" de la ville de Genève (2005)
- Docteur honoris causa de la Faculté de sciences politiques de l'Université de Catane (2006)
- Médaille du Président de la Croix-Rouge américaine "International Humanitarian Leadership" (2006)
- Conseiller d'honneur de l'École polytechnique fédérale de Zurich (2007)
- Attribution du titre de citoyen d'honneur de la commune de Heiden (2009)
- Honorary Member of the American Society for International Law (2012)
- Grosses Verdienstkreuz mit Stern des Verdienstordens der Bundesrepublik Deutschland (2012)
- European Diplomacy Award des Forums Aussenpolitik und Wirtschaft in Berlin (2012)
- Commandeur dans l'Ordre national de la Légion d'Honneur (2013)
- Distinguished Fellow of the Graduate Institute Geneva (2013)

## Publications
- Jakob Kellenberger, Wo liegt die Schweiz? Gedanken zum Verhältnis CH-EU, Verlag NZZ, Zürich 2014
- (de) Jakob Kellenberger, Humanitäres Völkerrecht, Verlag Huber, Frauenfeld/Stuttgart/Wien 2010
- (en) Jakob Kellenberger, Politicisation of humanitarian work? in: the Humanitarian Response Index 2010, DARA, Madrid 2010
- (en) Jakob Kellenberger, The ICRC's response to internal displacement: Strengths, challenges and constraints, in: International Review of the Red Cross, September 2009, Volume 91, Number 875
- Verantwortung in einer solidarischen Weltgemeinschaft, Frank-Walter Steinmeier und Jakob Kellenberger im Gespräch, in: Mensch, wo bist Du? 32. Deutscher Evangelischer Kirchentag, Bremen 2009. Gutersloh Verlagshaus, Gutersloh 2009
- (de) Gespräch mit Hans Magnus Enzensberger (Die Lügner des Gutes), in: Robert Dempfer Das Rote Kreuz. Von Helden im              
Rampenlicht und diskreten Helfern, Dentike, Wien 2009, S. 204-222
- Jakob Kellenberger, Europa um uns - Europa in uns, in: 60 Jahre Churchill-Rede in Zürich - Europa in der 
Globalisierung, Europa-Institut Zürich Band 82, Schulthess juristische Medien AG, Zürich-Basel-Genf 2007
- Jakob Kellenberger, Der Einzelne und gesellschaftliche Ordnungen, Verlag der Liechtensteinischen Akademischen 
Gesellschaft, Schaan 2006
- (de) Jakob Kellenberger, Diplomat und IKRK-Präsident, im Gespräch mit Hansjörg Erny, Zytglögge Verlag, Bern 2006